# هابری
هابری (به چکی: Habry) یک منطقهٔ مسکونی در جمهوری چک است که در ناحیه هاولیتشکوف برود واقع شده‌است. هابری ۱٬۳۱۸ نفر جمعیت دارد.